# Девета јесења изложба (1936)
Девета јесења изложба сликарских и вајарских радова београдских уметника одржала се у новембру 1936. године. Изложба је отворена у Уметничком павиљону „Цвијета Зузорић” у Београду, под покровитељством тадашњег градоначелника Владе Илића.

## Оцењивачки одбор
- Мило Милуновић
- Недељко Гвозденовић
- Петар Палавичини
- Вељко Станојевић

## Излагачи

### Сликарство
1. А.Г.Балаж
2. Никола Бешевић
3. Селимир Бореуновић
4. Михајло Вукотић
5. Драгомир Глишић
6. Милош Голубовић
7. Никола Граовац
8. Владимир Дубраво
9. Радмила Ђорђевић
10. Гордана Јовановић
11. Младен Јосић
12. Мирослав Ковачевић
13. Милан Коњовић
14. Милица Лозанић
15. Петар Лубарда
16. Љубинка Луковић
17. Станко Мандић
18. Миодраг Мацура
19. Јокица Миличић
20. Предраг Милосављевић
21. Карло Направник
22. Живорад Настасијевић
23. Лепосава Павловић
24. Михаило Петров
25. Зора Петровић
26. Јелисавета Петровић
27. Јефто Перић
28. Раша Раденковић
29. Ђуро Радоњић
30. Грета Рико
31. Боривоје Стевановић
32. Братислав Стојановић
33. Иван Табаковић
34. Владимир Филаковац
35. Сабахадин Хоџић
36. Милица Чађевић
37. Милан Четић

### Вајарство
1. Лојзе Долинар
2. Д.Ј.Ђукин
3. Душан Јовановић
4. Тома Росандић
5. Риста Стијовић
6. Сретен Стојановић
7. Милка Живановић
8. Милош Вушковић
9. Миодраг Петровић